# オフィスぴろっと
オフィスぴろっと (Office pilote) は、日本の芸能事務所である。

## 所属タレント
- 吉村実子
- 大槻博之
- 影山英俊
- 渡辺和貴
- 戸田真紀子（業務提携）
- 岸田リナ (業務提携)
- 児島美ゆき

## 過去の所属者
- 西田健（現在はフリー）
- 古川理科
- 永澤俊矢(宍戸錠事務所へ移籍)
- 麻央侑希（現在はフリー）

## 関連会社
- office KIRA
- 株式会社 オレンジボックス
- 水野露子事務所
- 株式会社 素浪人
- 株式会社 創芸社
- オフィスパレット